# Kostanjevac (Žumberak)
Kostanjevac is een plaats in de gemeente Žumberak in de Kroatische provincie Zagreb. De plaats telt 102 inwoners (2001).